# 尼克·克勞斯
尼克·克勞斯（Nick Krause，1992年4月14日—）是美國的一位演員，出生在得克薩斯州奧斯汀。他出演過繼承人生等電影。